# Доросинский, Александр Леонидович
Александр Леонидович Доросинский (род. 13 августа 1973, Свердловск, РСФСР, СССР) — российский автогонщик и предприниматель, мастер спорта международного класса по ралли, чемпион Эстонии по классическому ралли 2004 года, призёр этапов чемпионата мира по ралли, кубка мира по ралли-рейдам, и кубка мира по бахам в своих классах.

## Биография
Родился в Свердловске 13 августа 1973 года в семье преподавателя Уральского политехнического института Леонида Григорьевича Доросинского (ныне профессор и доктор технических наук) и педагога Анны Владимировны Доросинской (ныне заслуженный учитель России). По собственным словам, интерес к автоспорту у Доросинского возник в детстве благодаря частым поездкам по Советскому Союзу на отцовском автомобиле «Жигули», управлять которым отец научил его в 12-летнем возрасте. Тогда же Александр начал посещать секцию картинга, а в гоночный спорт пошёл уже в 27 лет — туда его привлёк бывший автогонщик Владимир Таланов, чемпион России.
Учился в Уральском государственном медицинском университете, из которого ушёл после второго курса. В 2005 году окончил Уральский государственный экономический университет. В 2001 году Доросинский занялся предпринимательской деятельностью, основав сеть салонов сотовой связи «SIMфония», которая в 2005 году уже имела 111 салонов в Свердловской, Челябинской, Курганской и Тюменской областях, а её доля на уральском рынке мобильного ритейла составляла 17—18%. В 2005 году основал компанию «Мирай-авто», которая стала официальным дилером автомобилей «Subaru» в Тюмени, затем открыв также сервисный центр «Subaru» в Сургуте. По словам Доросинского, его занятие бизнесом было нацелено преимущественно на возможность заниматься автогонками. Параллельно с бизнесом он развивал карьеру в автоспорте и в октябре 2004 года стал победителем чемпионата Эстонии по классическому ралли в классе N2000+ (главном в том году), с тремя призовыми местами в абсолюте на этапах турнира. В том же году дебютировал на этапе чемпионата мира по ралли, в Финляндии.
В 2005 году Доросинский вместе с автогонщиком Сергеем Успенским основал сильную раллийную команду Subaru Team Russia, которую даже называли в прессе сборной России по ралли. В тот же год команда с Александром Доросинским в составе приняла участие в чемпионате мира по ралли на кипрском этапе, а в 2006 году экипаж Александра занял третье место в зачёте Production в Ралли Новая Зеландия. В том же году Доросинский стал третьим в абсолютном зачёте этапа чемпионата Финляндии по ралли (на SM Waltikka Ralli). Его результат был лучшим в истории достижением россиян на финских ралли, до того как Николай Грязин выиграл Ралли Финляндии 2019 в зачёте WRC-2. По итогам всего сезона 2006, Александр занял восьмое место в классе A8 чемпионата Финляндии. В 2007 году в экипаже с штурманом Дмитрием Еремеевым принял участие в Ралли Швеции, Ралли Мексики и Ралли Аргентины.
В 2009, 2017 и 2018 годах принимал участие в российских гонках на квадроциклах «Can-Am-X-Race». Также в 2018 году принял участие в экипаже с штурманом Олегом Уперенко в Ралли Марокко в классе мотовездеходов. В 2019 году принял участие в ралли «Дакар» в Перу в составе российского экипажа мотовездехода. Также Доросинский долгое время был тренером автогонщика Сергея Карякина, одержавшего в 2017 году победу на ралли «Дакар» в зачёте квадроциклов. В 2019 году экипаж Александра Доросинского и Олега Уперенко выступил в трёх этапах Кубка мира по бахам, заняли пятое место на Бахе Италии, второе место на Бахе Арагон и третье — в Венгерской Бахе в своём классе T3 (10, 15 и 10 места в абсолюте), что обеспечило Александру пятое место по итогам турнира в своей категории. Также в 2019 году Александр Доросинский и Олег Уперенко второй год подряд приняли участие в Ралли Марокко — финальном этапе Кубка мира по ралли-рейдам, их экипаж занял третье место в классе Т3 и девятое в абсолютном зачёте. В настоящее время является пилотом раллийной команды Sport Racing Tecnologies, выступая на багги.